# Gościejów (Schlesische Beskiden)
Der Gościejów ist ein Berg in Polen. Mit einer Höhe von 818 m ist er einer der niedrigeren Berge  im Równica-Kamm in den Schlesischen Beskiden. Der Gipfel gehört zum Gemeindegebiet von Wisła.  

## Tourismus
- Auf den Gipfel führt ein markierter Wanderweg aus Wisła.